# Gogó da Ema (árvore)
O Gogó da Ema foi uma árvore da espécie coqueiro localizada próxima ao farol da praia de Ponta Verde, no município de Maceió, capital do estado brasileiro de Alagoas. Famosa pelo formato peculiar de seu tronco, tornou-se marco turístico e símbolo da cidade.

## História
O Gogó da Ema foi plantado entre o fim do século XIX  e o ano de 1910  no sítio Ponta Verde, propriedade de Dona Constância Araújo, que futuramente daria origem ao bairro de mesmo nome. Aos poucos ele se tornou alvo da atenção de famílias, casais de namorados e, mais tarde, dos turistas.
Com o aumento da busca por petróleo no Brasil nos anos 1930, diversas perfurações foram realizadas em Alagoas entre 1939 e 1942, sendo duas delas instaladas na área ao redor do coqueiro, uma em terra firme e a outra nos arrecifes próximos (esta, inclusive, posteriormente foi aproveitada para a construção do citado farol da Ponta Verde).
Na segunda metade dos anos 1940 o poder municipal local começou a dar alguma atenção ao seu ilustre morador. Em 1946 a prefeitura de Reinaldo Carlos de Carvalho Gama cercou o coqueiro com algumas estacas para protegê-lo, e em 1948 a gestão do prefeito João Teixeira de Vasconcelos construiu no entorno uma praça com banquinhos.

### Queda

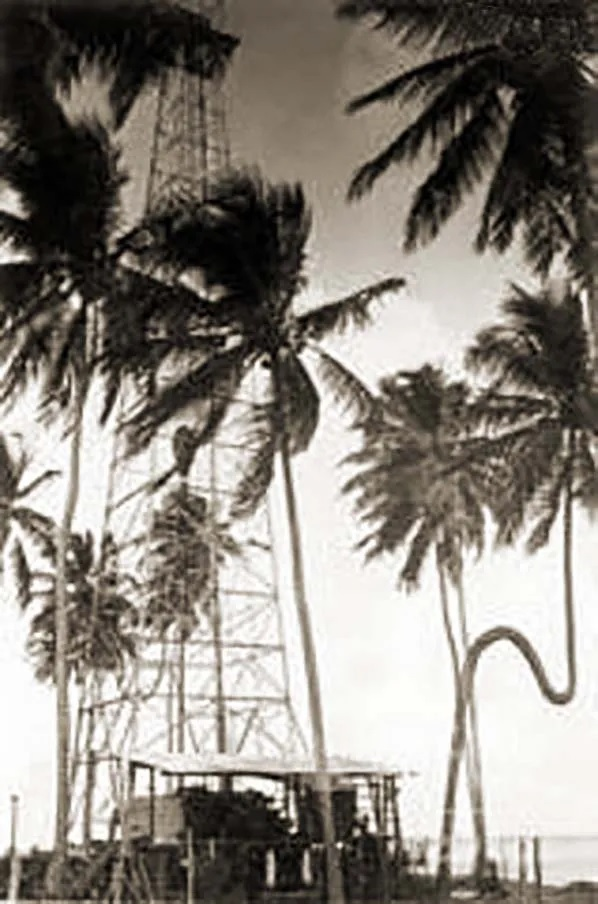
Prospecção de petróleo próxima ao Gogó da Ema (1939-1942).

No dia 28 de julho de 1955 Maceió acordou com a notícia do tombamento do Gogó da Ema, ocorrido na tarde do dia anterior, 27 de julho. Segundo a obra Maceió de Outrora, de Félix Lima Júnior, o coqueiro, que teve seu tronco deformado devido a um ataque de pragas sofrido nos primeiros anos, “caiu aos poucos, devagarzinho”, e populares das redondezas, “imediatamente”, “cortavam as palhas e colheram os frutos”.
No dia seguinte foi iniciada uma operação para reerguê-lo. Sob a orientação de especialistas o Gogó da Ema foi recolocado em pé após 2 dias. Resistiu durante todo o segundo semestre, sendo declarado morto em dezembro de 1955, ainda de pé, desabando em definitivo no dia 22 de janeiro de 1956.
A morte do coqueiro, segundo os relatos, tem várias causas. Em Maceió de Outrora o autor Lima Júnior atribui o início do fim à busca por petróleo na região, principalmente às obras realizadas nos arrecifes próximos, que estimularam o avanço do mar sobre a base do coqueiral.
Já o historiador Luís Veras Filho, em texto publicado na série Maceió História - Costumes, aponta para a construção do Porto de Jaraguá, inaugurado em 1940, “que ocasionou mais acentuadamente a invasão marítima” (alterando a dinâmica das correntes oceânicas) “quando a Prefeitura construiu o bisonho cais-de-proteção, que não resistiu à fúria do mar”.

## Impacto cultural
O Gogó da Ema marcou e ainda marca o imaginário da cidade de Maceió. Diversas manifestações socioeconômicas (produtos, eventos, empreendimentos, expressões artísticas, entre outros) têm clara inspiração no famoso coqueiro.
Foi personagem de obras como a música Coco do Gogó da Ema (1961), de Luíz Wanderley e Miguel Lima, e o documentário O Gigante (1968), dirigido por Mário Civelli. Na região em que floresceu foi construída a praça Gogó da Ema, que continua sendo local de atividades da população.
Poesia
Meu lindo Gogó da Ema
Encerras um lindo poema
Que a natureza escreveu.
Tu namoras estas praias
Vestidas com as brancas saias
Que a Ponta Verde coseu.
Alguém te chama “aleijão”
Só por não ter perfeição
A tua espinha dorsal;
Mas se tu fosses perfeito
Não terias tal conceito
No conceito universal.
* Autor: Eugênio Calheiros
A lenda do Gogó da Ema (folclore)
Era uma vez uma índia morena, virgem de corpo e de coração. Habitava a taba dos guerreiros caetés, tecia redes e se enfeitava de penas. Mirava o rosto nas águas claras da lagoa e corria pela mata, ouvindo o grito da araponga e respondendo ao canto da cauã.
Um dia, ouviu-se um brado de guerra e os guerreiros partiram manejando os tacapes. Os arcos retesados expediam flechas, e eram tantas que se confundiam no ar. Três sóis lutaram sem descanso e sem cansaço. Ao alvorecer do quarto dia, voltaram triunfantes.
Entre os troféus, traziam preso um inimigo. Começaram os festejos. O índio era forte e belo. Não queria ser sacrificado. Pediu para lutar e venceu três embates. Não se mata um herói entre os índios. Só os civilizados têm medo da coragem e do heroísmo dos outros.
A virgem caeté apaixonou-se pelo índio prisioneiro e fugiram na calada da noite. Andavam sol a sol. À noite, deitavam-se na terra e suas bocas sedentas de água e de amor se encontravam na escuridão. Recomeçavam a caminhada com a aurora.
A índia delirava. Seus passos já não eram ágeis, seus membros pesavam, seus olhos ofuscados pela claridade dos dias de sol procuravam a terra e a cabeça pendia-lhe no peito. A marcha prosseguia em busca de outras terras.
Um dia viram água, muita água. Era a imensidão do mar. Exausta, ela se deitou na beira da praia deserta. Suas forças chegavam ao fim. Desesperado, ele pediu a Tupã que o transformasse em uma árvore cujo fruto tivesse água doce para matar a sede à sua amada, polpa para mitigar-lhe a fome, óleo para untar seus pés cansados e palmas longas para abrigar na sombra seu corpo franzino.
Tupã atendeu. Transformou-o em coqueiro, o primeiro coqueiro que houve sobre a terra. Na ânsia de crescer, ele elevou o tronco muito acima das areias brancas, e ela não alcançou seus frutos pendentes. Então, num esforço gigantesco, ele se curvou para a praia, abaixando o tronco poderoso.
A índia já não resistia. Com as mãos estendidas para colher os frutos de água doce e polpa macia, sua alma voara em direção às nuvens. Novamente, num esforço supremo, ele movimentou o tronco para o alto e ergueu a copa verde carregada de frutos para o céu.
Até morrer ele ficou ali numa praia de Alagoas, embalando nas palmas adejantes a alma fugitiva de sua amada.
* Narrada por Maria Aída Wucherer Braga no Boletim Alagoano de Folclore, Nº 11, de 1987.

## Linha do Tempo
Séc. XIX … 1910 – O Gogó da Ema é plantado no sítio Ponta Verde.
1939 – Início da procura por petróleo nas cercanias do coqueiro.
1940 – Inauguração do Porto de Jaraguá.
1955, 27 de julho – Primeira queda.
1955, 29 de julho – Operação conduzida por especialistas recoloca o Gogó da Ema em pé.
1955, dezembro – a árvore, ainda de pé, é declarada oficialmente morta.
1956, 22 de janeiro – O Gogó da Ema tomba pela última vez.